# شارون فارل
شارون فارل (به انگلیسی: Sharon Farrell) (زاده ۱۱ مارس ۱۹۴۰) بازیگر آمریکایی است. از فیلم‌های او می‌توان به نمی‌توانید عشق مرا بخرید و هاوایی فایو-او اشاره کرد.